# Концертштюк
Концертштюк (нім. Konzertstück) — одночастинний концерт для соліста (солістів) та оркестру; розгорнутий сольний твір, розрахований на концертне виконання. Визначальною для цього жанру є ситуація концертного виконання.

## Приклади творів у цьому жанрі
- Концертштюк для чотирьох валторн і оркестру (Роберт Шуман)
- Концертштюк для кларнету з оркестром (Карл Марія фон Вебер)
- Концертштюк для фортепіано з оркестром (Карл Марія фон Вебер)
- Концертштюк для валторни з оркестром (Карл Марія фон Вебер)